# Месгушка
Месгушка — река в России, течёт по территории Печорского района Псковской области. Устье реки находится в 60 км от устья реки Кудеб по левому берегу. Длина реки составляет 10 км.

## Данные водного реестра
По данным государственного водного реестра России относится к Балтийскому бассейновому округу, водохозяйственный участок реки — Великая. Относится к речному бассейну реки Нарва (российская часть бассейна).
Код объекта в государственном водном реестре — 01030000212102000028938.